# Manoel Ribas
Manoel Ribas este un oraș în Paraná (PR), Brazilia.